# Ján Richter

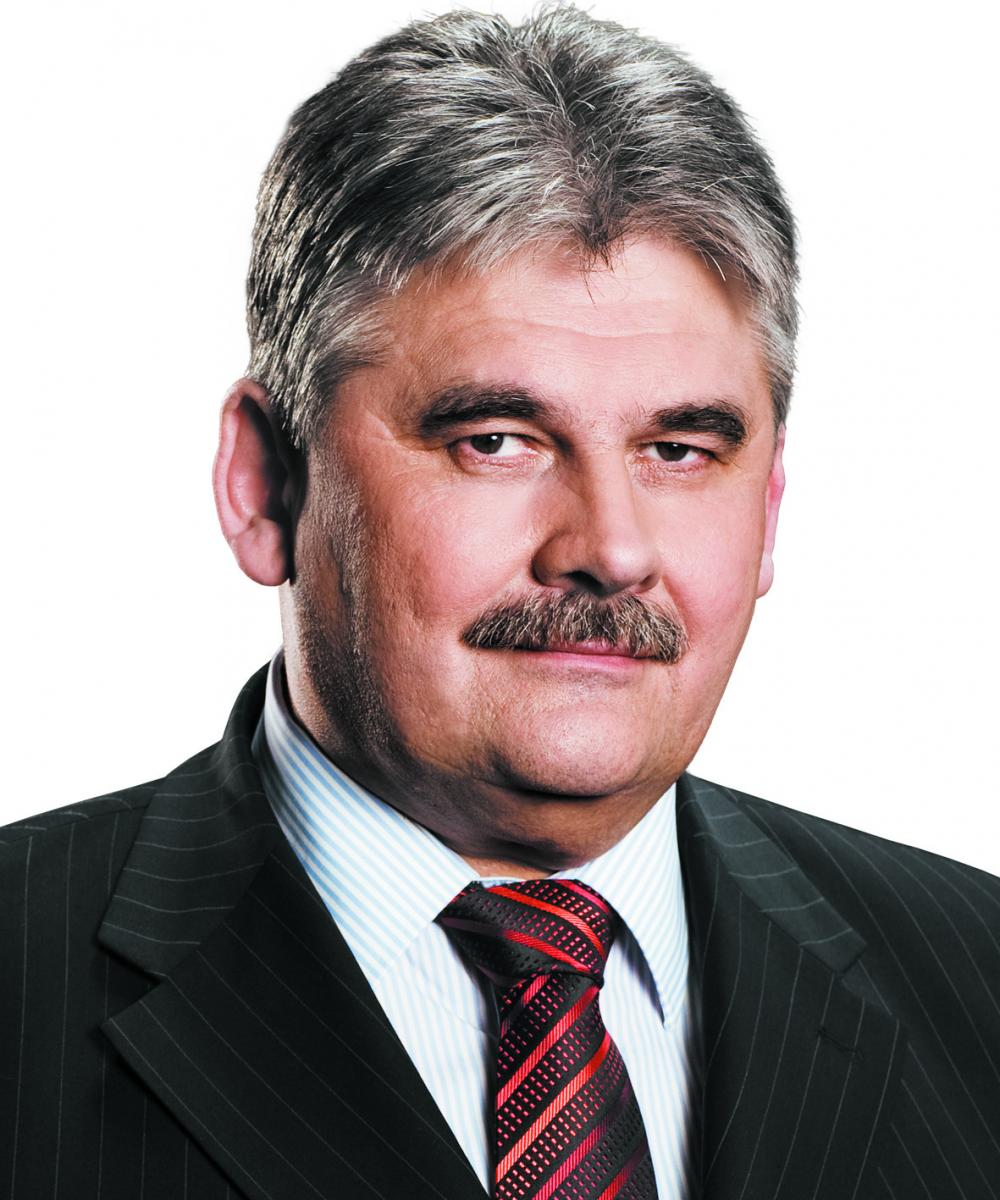
Ján Richter, 2016

Ján Richter (* 5. Oktober 1956 in Zlaté Moravce) ist ein slowakischer Politiker (Smer-SSD).

## Leben
Richter studierte an der Juristischen Fakultät der Matej-Bel-Universität Banská Bystrica. Er arbeitete in der Industrie, als Unternehmer und Parteikader. Bei den Parlamentswahlen 2006, 2010 und 2012 kam er als Abgeordneter in den Nationalrat der Slowakischen Republik. Richter ist Minister für Arbeit, Soziales und Familie der zweiten Fico-Regierung, die nach den Wahlen von 2012  am 4. April 2012 gebildet wurde.
Richter lebt in Nitra, ist verheiratet, hat zwei Kinder und seit 2011 ist er Großvater.